# 12749 Odokaigan
12749 Odokaigan eller 1993 CB är en asteroid i huvudbältet som upptäcktes den 2 februari 1993 av den japanska astronomen Tsutomu Seki vid Geisei-observatoriet. Den är uppkallad efter stranden Odokaigan.
Asteroiden har en diameter på ungefär 3 kilometer.